# لانگ‌ستاک
لانگ‌ستاک (به انگلیسی: Longstock) یک روستا و محله مدنی در بریتانیا است که در Test Valley واقع شده‌است. لانگ‌ستاک ۴۵۱ نفر جمعیت دارد.